# Larry Alan Smith
Larry Alan Smith (Canton (Ohio), 4 oktober 1955) is een hedendaags Amerikaans componist, muziekpedagoog en pianist.

## Levensloop
Smith kreeg al in jeugdige jaren muzieklessen in Ohio. Zijn muziekstudies begon hij bij Nadia Boulanger aan het Conservatoire national supérieur de musique in Parijs. Aansluitend studeerde hij bij Vincent Persichetti aan de Juilliard School of Music in New York, waar hij zowel zijn Bachelor of Music alsook zijn Master of Music behaalde. Aan dit prestigieuze instituut promoveerde hij ook tot Ph.D. (Philosophiæ Doctor). Tijdens zijn studie aan de Juilliard School won hij naast andere prijzen ook de Joseph Machlis Prize voor buitengewone nieuwe ideeën in zijn composities.
Smith doceerde compositie aan het Boston Conservatorium in Boston en van 1980 tot 1986 was hij docent aan zijn Alma mater, de Juilliard School. Tegenwoordig is hij professor voor compositie van de Hartt School aan de Universiteit van Hartford in Hartford (Connecticut).
Als (gast-)dirigent leidde hij verschillende orkesten en ensembles in Engeland, Brazilië, Italië, Duitsland en de Verenigde Staten. Hij is ook een goede pianist, die soms zijn eigen werken ten gehore brengt.
Als componist schrijft hij voor verschillende genres, van opera over werken voor orkest, harmonieorkest, koren, vocale muziek tot kamermuziek. Van 1997 tot 2000 was hij President van de School of American Ballet, hij was van 1986 tot 1990 decaan van de School of Music aan de North Carolina School of the Arts in Winston-Salem en van 1990 tot 1997 decaan van de Hartt School aan de Universiteit van Hartford in Hartford (Connecticut). Verder is hij lid van de Broadcast Music, Inc. (BMI).
Hij leeft met zijn echtgenote, de pianiste Marguerita Oundjian Smith, en zijn zonen Jamie, Christopher, Benjamin en William in Avon (Connecticut).

## Composities

### Werken voor orkest
- 1966 Concerto, voor piano en orkest
- 1978 Serenade for Marguerita, voor strijkorkest, op. 24
- 1980-1983 Symphony No. 1
- 1984 Symphony No. 2 "Genesis / Antietam"
- 1989 Three Movements, voor orkest

### Werken voor harmonieorkest
- 1983 Two Sketches of Paris
- Canzone, voor harmonieorkest
- Concerto, voor harmonieorkest

### Toneelwerken

#### Opera's
- Aria da Capo, 1 akte, - première: Chicago
- It can't happen here, - libretto: Wallace Norman

### Vocale muziek
- 1978 Crucifixus, voor sopraan en orkest
  1. Crucifixus
  2. Look on your Lord, Man
  3. O Son of God
- 1984 An Infant Crying..., voor tenor (of sopraan) en gitaar
- Songs of The Silence, zang-cyclus voor tenor en piano
- The Scrolls, voor tenor, dwarsfluit, klarinet en viool of altviool - tekst: Woody Allen

### Kamermuziek
- 1978 Euterpean Serenade, voor viool en piano, op. 21
- 1982 Trio, voor drie dwarsfluiten
- 1986 Dialogues, voor altsaxofoon en piano
- Sextet, voor viool, piano en strijkkwartet

### Werken voor harp
- 1984 Poems for Two Harps

### Werken voor gitaar
- Three Contemplations, voor solo gitaar

### Filmmuziek
- 2002 Porraimos: Europe's Gypsies in the Holocaust